# Ксилан

Структура ксилану в листяних породах деревини.

Клітинна стінка рослин складається з целюлози, геміцелюлози, пектину та глікопротеїнів. Геміцелюлози (гетерогенна група полісахаридів) з'єднують глікани, що з'єднують волокна целюлози і утворюють сітчасту структуру для відкладення інших полісахаридів.

Ксилани (англ. Xylan) (номер CAS: 9014-63-5) — група геміцелюлоз, третій найпоширеніший біополімер на Землі. Міститься в рослинах, у вторинних клітинних стінках дводольних та у всіх клітинних стінках трав.

## Композиція
Ксилани — полісахариди, що складаються із залишків ксилози (пентозного цукру) β-1,4, з бічними гілками α-арабінофуранози та/або α-глюкуронової кислоти, які в деяких випадках сприяють поєднанняю мікрофібрил целюлози та лігніну через залишки ферулової кислоти. На основі заміщених груп ксилан можна поділити на три класи: i) глюкуроноксилан (GX) ii) нейтральний арабіноксилан (AX) та iii) глюкуроноарабіноксилан (GAX).

## Біосинтез
Дослідження мутацій на Arabidopsis (різушка) показали, що у біосинтезі ксиланів беруть участь декілька глікозилтрансфераз. Глікозилтрансферази (ГТ) каталізують утворення глікозидних зв'язків між молекулами цукру, використовуючи нуклеотидний цукор як молекулу-донор. В евкаріотів ГТ складають від 1 % до 2 % генних продуктів. ГТ збираються в комплекси, що існують в апараті Гольджі. Однак з тканин різушки не виділено жодного комплексу ксилансинтази. Перший ген, що бере участь у біосинтезі ксилану, був виявлений на мутантах ксилеми (irx) у Arabidopsis thaliana через деякі мутації, що впливають на гени біосинтезу ксилану. В результаті цього спостерігався аномальний ріст рослин через витончення та ослаблення вторинних клітинних стінок ксилеми. Мутант Arabidopsis irx9 (At2g37090), irx14 (At4g36890), irx10/gut2 (At1g27440), irx10-L/gut1 (At5g61840) показав дефект біосинтезу основи ксилану. Мутанти irx7, irx8, і parvus, як вважають, пов'язані зі зниженням біосинтезу олігосахаридів. Таким чином, багато генів були пов'язані з біосинтезом ксилану, але їхній біохімічний механізм досі невідомий.

## Катаболізм
Ксиланаза каталізує катаболізм ксилану на ксилозу . Враховуючи, що рослини містять багато ксилану, ксиланаза, таким чином, важлива для кругообігу поживних речовин.

## Роль у структурі клітин рослин
Ксилани відіграють важливу роль у цілісності клітинної стінки рослин і збільшують стійкість клітинної стінки до ферментативного каталізу ; таким чином, вони допомагають рослинам захищатися від травоїдних і патогенних мікроорганізмів (біотичний стрес). Ксилан також відіграє значну роль у рості та розвитку рослин. Як правило, вміст ксиланів у листяних деревах становить 10-35 %, тоді як у хвойних деревах вони складають 10-15 %. Основним компонентом ксилану в твердих деревних порід є О-ацетил-4-О-метилглюкуроноксилан, тоді як арабіно-4-О-метилглюкуроноксилани є основним компонентом у хвойних деревах. В цілому ксилани хвойних порід відрізняються від ксиланів листяних порід відсутністю ацетильних груп та наявністю одиниць арабінози, пов'язаних α-(1,3)-глікозидними зв'язками із ксилановою основою.
Гістологія, молекулярна фізіологія та фізична хімія взаємодій між трьома основними структурними біополімерами ксиланом, целюлозою та лігніном для забезпечення жорсткості клітинних стінок рослин є темами сучасних досліджень які можуть дати рішення у біоінженерії, наприклад, у виробництві біопалива з кукурудзи, рису та проса.

## Комерційне застосування
Ксилан використовується в різних частинах нашого повсякденного життя. Наприклад, на якість зернового борошна та твердість тіста значною мірою впливає кількість ксилану, що відіграє значну роль у хлібній промисловості. Основна складова ксилану може бути перетворена в ксиліт, який використовується як натуральний підсолоджувач їжі, що зменшує ризик карієсу і діє як замінник цукру для хворих на цукровий діабет. Він має набагато більше застосувань у тваринницькій промисловості, оскільки корм для птиці містить високий відсоток ксилану. Деякі водорості, наприклад зелені, містять ксилан (власне гомоксилан), зокрема придставники родів в Codium і Bryopsis, де він замінює целюлозу в клітинній стінці матриці. Так само він замінює внутрішній фібрилярний шар клітинної стінки целюлози у деяких червоних водоростей.
Ксилан є одним з провідних факторів боротьби зі зниженням поживності загальновживаної кормової сировини. Ксилоолігосахариди, вироблені з ксилану, вважаються «функціональною їжею» або харчовими волокнами через їх потенційні пребіотичні властивості. Ксилан може бути перетворений на ксилоолігосахариди шляхом хімічного гідролізу з використанням кислот або ферментативного гідролізу з використанням ендо-ксиланаз. Деякі ферменти з дріжджів можуть виключно перетворювати ксилан лише на ксилоолігосахариди-DP-3 до 7.
Ксилан є основним компонентом вторинних клітинних стінок рослин, що є основним джерелом відновлюваної енергії, особливо для біопалива другого покоління. Однак ксилоза (кістяк ксилану) — це пентозний цукор, який важко збродити під час перетворення біопалива, оскільки такі мікроорганізми, як дріжджі, не можуть переробляти пентозу природним шляхом.